# Jüdische Gemeinde Kdyně
Die Jüdische Gemeinde in Kdyně (deutsch Neugedein), einer Stadt im Bezirk Okres Domažlice in Tschechien, bestand bis 1929. In diesem Jahr wurde sie mit der jüdischen Gemeinde in Klatovy vereinigt.

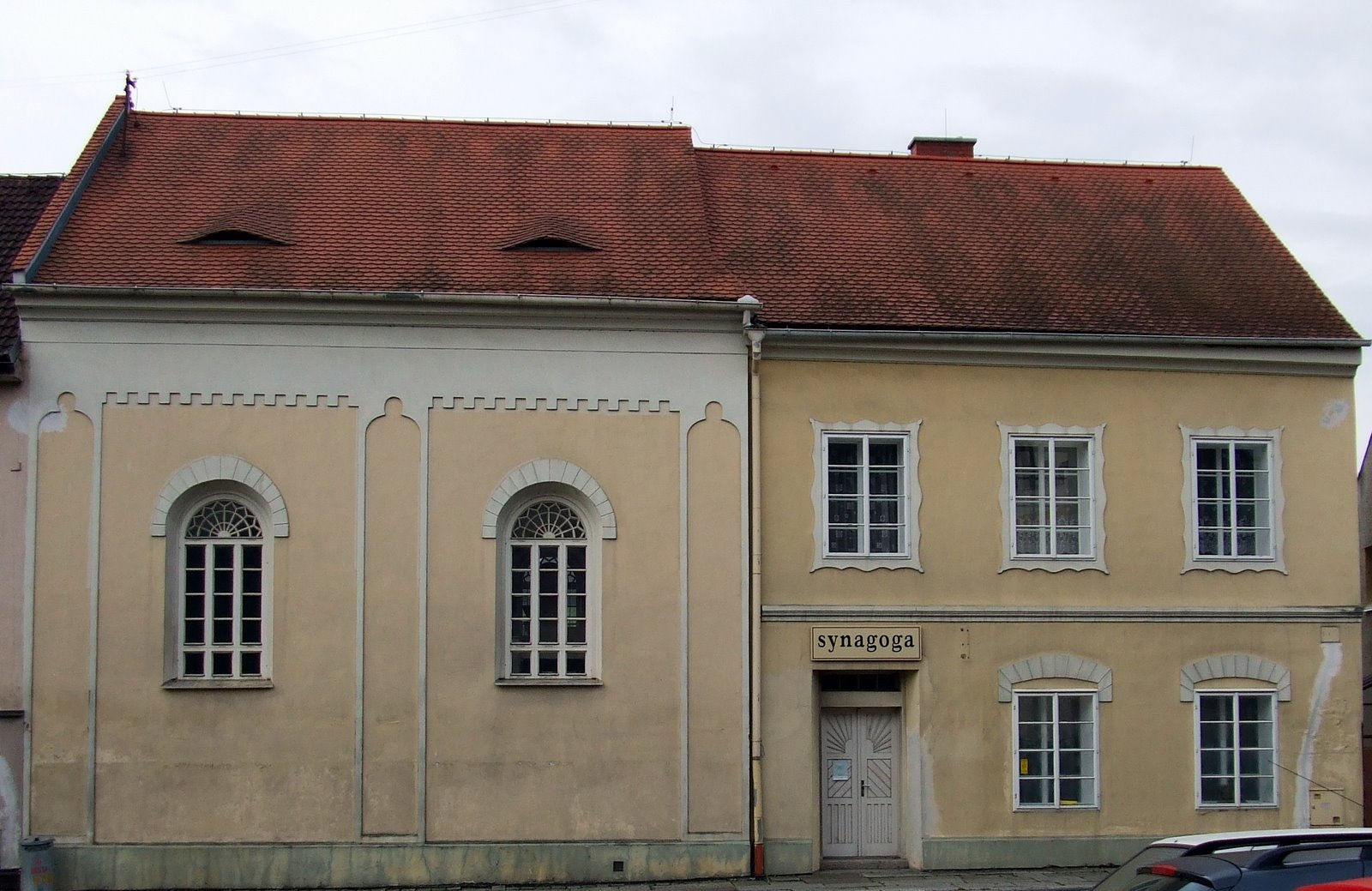
Synagoge in Kdyně

## Geschichte
Im 16. Jahrhundert siedelten sich erstmals Juden in der Umgebung von Kdyně an.
Am zahlreichsten kamen sie 1635 nach Kdyně unter Wolf Wilhelm Laminger von Albenreuth, der ihnen günstig gesinnt war.
Die nachfolgenden Herrscher in Kdyně, die Grafen von Stadion, versuchten zwar die Juden wieder zu vertreiben, aber dank der liberalisierten Verhältnisse gelang ihnen das nicht.
In der Ortschaft Kdyně selbst sind seit der zweiten Hälfte des 17. Jahrhunderts ansässige Juden nachgewiesen.
Zur Wende vom 18. zum 19. Jahrhundert entstanden starke jüdische Gemeinden in Pocinovice, Dlažov, Loučim, Všeruby, Radonice, Koloveč und im Jahr 1860 auch sogar in Kdyně.
Andere Quellen nennen 1840 als Jahr der Gemeindegründung.
Einen jüdischen Friedhof gab es in Kdyně nicht. Die jüdischen Verstorbenen von Kdyně und Umgebung wurden auf dem Jüdischen Friedhof in Loučim beigesetzt.
Die Juden durften in Kdyně bis zur Mitte des 19. Jahrhunderts nur in einem kleinen begrenzten Viertel wohnen.
Dieses befand sich westlich des Hauptplatzes, wo ursprünglich drei jüdische Häuser standen.
Ende des 19. Jahrhunderts kamen noch weitere drei Häuser hinzu.
Dieses Judenviertel von Kdyně wurde in den 1970er-Jahren abgerissen.
Die Juden waren im 17., 18. und 19. Jahrhundert in Böhmen sogenannte reisende Geschäftsleute.
Sie handelten mit Eisenwaren, Kurzwaren, Rindern, Getreide, Geflügel, Wildbret.
Der zu jener Zeit berühmte Viehmarkt in Kdyně wurde von Juden veranstaltet.
In Všeruby und Umgebung organisierten sie die Herstellung von Zündholzschachteln, wodurch die lokale Bevölkerung erhebliche Geldeinnahmen hatte.
Aus der jüdischen Intelligenz gingen Rechtsanwälte und Ärzte hervor.
Im Jahr 1901 hatte die jüdische Gemeinde von Kdyně 55 Mitglieder.
Seit dem Ende des 19. Jahrhunderts wanderten die Juden mehr und mehr in die großen Städte.
Das reiche religiöse Leben der jüdischen Gemeinden auf den böhmischen Dörfern verschwand.
Im Jahr 1929 wurde die jüdische Gemeinde von Kdyně mit der jüdischen Gemeinde von Klatovy vereinigt.
1930 gab es in Kdyně nur noch 9 jüdische Familien mit insgesamt 25 Personen.
Außer den oben genannten jüdischen Gemeinden gab es in der näheren Umgebung auch in Běhařov, Miletice, Libkov und Strážov größere jüdische Ansiedlungen.

## Gemeindeentwicklung
| Jahr | Gemeindemitglieder |
| ---- | ------------------ |
| 1663 | 1 Familie          |
| 1724 | 2 Familien         |
| 1793 | 5 Familien         |
| 1838 | 3 Familien         |
| 1880 | 68 Juden           |
| 1900 | 51 Juden           |
| 1921 | 45 Juden           |
| 1930 | 25 Juden           |

## Synagoge
1862 bis 1863 erbaute die jüdische Gemeinde in Kdyně nahe dem Hauptplatz eine Synagoge, die sich bis in die heutige Zeit (2014) fast im Originalzustand erhalten hat.
Sie stellt damit eine bemerkenswerte Ausnahme unter den Synagogen des westlichen Teils der Tschechischen Republik dar.
1997 wurde sie unter Denkmalschutz gestellt.

## Nachbargebäude der Synagoge
Anschließend an die Synagoge wurde ein einstöckiges Haus gebaut.
In seinem Erdgeschoss befand sich die Wohnung und das Büro des Rabbiners.
Im ersten Stock war die Schule untergebracht.
In die Schule gingen bis zu 40 Schüler aus Kdyně, Kout, Prapořiště und Hluboká.
Da in der Schule in deutscher Sprache unterrichtet wurde, kamen ihre Schüler auch aus nichtjüdischen deutschen Familien.
Diese Schule bestand bis 1890.

## Mikwe
Im Keller des Nachbargebäudes der Synagoge befindet sich eine vollständig erhaltene und restaurierte Mikwe. Es handelt sich um einen vier mal zwei Meter großen Raum, zu dem eine „unreine“ Treppe hinab und eine „reine“ Treppe wieder hinauf führt. Diese Mikwe wurde auf Grund von Hinweisen eines nach Amerika ausgewanderten Juden aus Kdyně unter der Betonplatte im Keller des Nachbarhauses entdeckt und rekonstruiert. Es gibt keine Dokumente, die ihre frühere Existenz beweisen. Es befindet sich zwar eine Quelle dort und Reste der beiden Treppen, Schotter und Pflastersteine wurden gefunden. Aber der vorgeschriebene Zufluss und Abfluss des Wassers konnte nicht entdeckt werden. Deshalb ist es unklar, ob es sich wirklich um eine koschere Mikwe handelt, in der einmal Gläubige gebadet haben.

## Rabbiner der jüdischen Gemeinde Kdyně
- Sigmund Fischel, Rabbiner in Kdyně vom 1. Mai 1895 bis 10. Mai 1902
- Josef Kraus, Rabbiner in Kdyně vom 17. August 1902 bis 4. September 1904
- Adolf Urach, Rabbiner in Kdyně 1. April 1905 bis 12. Juli 1908
- Ezechiel Nussbaum, Rabbiner in Kdyně bis 1. April 1910. Er konnte kein Tschechisch sprechen und musste daher früher wieder aufhören.
- Sigmund Beinkeles, Rabbiner in Kdyně vom 11. Juli 1910 bis 11. März 1911
- Alois Schirenz aus Prag, Rabbiner in Kdyně vom 15. Juli 1911 bis 15. August 1914[7]